# Mantorras
Mantorras, polgári nevén Pedro Manuel Torres (Huambo, 1982. március 18. –) angolai válogatott labdarúgó.

## Fordítás
- Ez a szócikk részben vagy egészben  a   Mantorras című angol Wikipédia-szócikk fordításán alapul.  Az eredeti cikk szerkesztőit annak laptörténete sorolja fel. Ez a jelzés csupán a megfogalmazás eredetét és a szerzői jogokat jelzi, nem szolgál a cikkben szereplő információk forrásmegjelöléseként.